# 빈센트 저우
빈센트 저우(영어: Vincent Zhou, 2000년 10월 25일~)는 미국의 피겨스케이팅 선수이다. 2022년 동계 올림픽 팀이벤트 은메달을 획득한 미국 대표팀의 일원으로 세계 선수권 대회와 4대륙 선수권 대회에서 동메달을 획득했다.